# Petru Kuki
Petru Adalbert Kuki (Satu Mare, 22 maggio 1955) è un ex schermidore rumeno, specialista del fioretto, vincitore di una medaglia d'argento ai Campionati mondiali di scherma.